# Шанхайская библиотека
Шанхайская библиотека (кит. 上海图书馆) является второй по величине библиотекой в Китае (после Национальной библиотеки в г.Пекине). Она располагается в Шанхае, в 24-этажном здании высотой 106 метров. Считается, что это самое высокое здание библиотеки в мире. Само здание напоминает по форме башню и выглядит как гигантский маяк.
Библиотека расположена на площади 3,1 гектара, а общая площадь зданий — 85 тыс. м².

## История основания
Первая библиотека была построена в Шанхае в 1847 году. Библиотека получила первое название от иезуитской миссии Сюй Цзяхуэй. В 1925 году сами китайцы открыли первую библиотеку, Шанхайскую Восточную библиотеку.
В 1950 году, Правление комитета по культурному наследию Шанхая инициировало кампанию по сбору книг. Уже через год удалось собрать более чем 200 тысяч книг. Многие китайские учёные внесли большой вклад в воссоздание Шанхайской библиотеки. Комитет также начал закупать книги за рубежом.

## Реорганизация
Первая публичная муниципальная библиотека была основана в Шанхае 22 июня 1952 года. Фонды библиотеки насчитывали более 700 тысяч книг. В октябре 1956 года Шанхайская библиотека была соединена с Шанхайской муниципальной библиотекой науки и техники, Шанхайской муниципальной библиотекой исторических документов, Библиотекой миссии и Шанхайской библиотекой периодической печати. Таким образом Шанхайская библиотека стала второй по величине публичной библиотекой в Китае с точки зрения фондов, обслуживания и профессиональной экспертизы.

## Современное состояние
В октябре 1995 года Шанхайская библиотека была соединена с Шанхайским Институтом научно-технической информации. Она стала первой в Китае библиотекой, объединившей публичные ресурсы и высокие технологии (SciTech), позволяя выполнять научные исследования в информационной сфере.
В настоящее время Шанхайская библиотека — крупнейшая публичная библиотека в Китае и одна из десяти крупнейших библиотек в мире. Она открылась 20 декабря 1996 года.

## Доступ в сеть Интернет
На первом этаже библиотеки есть комната с доступом в Интернет стоимостью 4 юаня за час. Он открыт ежедневно с 9 часов утра до 20:30 вечера.